# Инволюция (математика)
Инволю́ция (от лат. involutio — свёртывание, завиток) — преобразование, которое является обратным самому себе. Часто дополнительно предполагается, что инволюция — это нетождественное отображение.

## Определение
Функция {\displaystyle f\colon X\to X} называется инволюцией, если {\displaystyle f(f(x))=x} для всякого {\displaystyle x\in X}.

## Свойства
- Любая инволюция — это биекция.

- Композиция {\displaystyle {f}\circ {g}} двух инволюций {\displaystyle f} и {\displaystyle g} является инволюцией тогда и только тогда, когда они коммутируют: {\displaystyle {f}\circ {g}=g\circ f}.

## Примеры
- {\displaystyle f(x)=-x}, заданная на множестве целых {\displaystyle \mathbb {Z} }, рациональных {\displaystyle \mathbb {Q} } или вещественных чисел {\displaystyle \mathbb {R} };
- простейшие инволюции на множестве вещественных чисел {\displaystyle \mathbb {R} }:
{\displaystyle {\dfrac {a}{x}}}, {\displaystyle a-x}, {\displaystyle {\dfrac {x}{x-1}}}, {\displaystyle {\dfrac {x+1}{x-1}}}, {\displaystyle {\dfrac {ax+b}{cx-a}}};
- {\displaystyle f(x)={\bar {x}}} — дополнение множества, заданная для подмножеств некоторого универсального множества {\displaystyle U};
- {\displaystyle f(x)=\neg x} — логическое отрицание булевой алгебры;
- Среди движений плоскости есть два типа нетривиальных инволюций: центральная и зеркальная симметрии.
  - Таким образом инволюции соответствуют прямым и точкам — основным объектам планиметрии. На этом наблюдении основана аксиоматика Бахмана.
- инверсия;
- комплексное сопряжение;
- преобразование Лежандра;
- взятие ортогонального дополнения к подпространству евклидова пространства;
- Перестановка {\displaystyle \tau } является инволюцией, если {\displaystyle \tau \circ \tau =id}, каждая инволюция является произведением непересекающихся транспозиций, например:
{\displaystyle {\begin{pmatrix}1&2&3&4&5&6&7&8\\5&7&4&3&1&8&2&6\end{pmatrix}}=(1,5)(2,7)(3,4)(6,8)}.
  - Число инволюций в группе перестановок порядка {\displaystyle n} определяется по формулам:
{\displaystyle a(0)=1,\ a(1)=1,\ a(n)=a(n-1)+(n-1)a(n-2),\ n>1} (рекуррентная формула),
{\displaystyle a(n)=\sum _{k=0}^{[n/2]}{\frac {n!}{2^{k}\cdot (n-2k)!\cdot k!}}},

(первые значения {\displaystyle a(n)}: 1, 1, 2, 4, 10, 26, 76, 232, 764, 2620, 9496, 35 696, 140 152).